# Tadeusz Arłukowicz
Tadeusz Arłukowicz (ur. 6 czerwca 1964 w Kętrzynie) – polski samorządowiec, dziennikarz i polityk, w latach 2006–2011 zastępca prezydenta Białegostoku, senator VIII kadencji.

## Życiorys
Absolwent Liceum Ogólnokształcącego w Kętrzynie, następnie odbył studia prawnicze na Uniwersytecie w Białymstoku. Pracował jako dziennikarz „Kontaktów”, „Gazety Wyborczej” oraz „Gazety Współczesnej”. Później przeszedł do pracy w administracji publicznej jako rzecznik prasowy wojewody łomżyńskiego, marszałka województwa podlaskiego i prezydenta Białegostoku. W 2006 Tadeusz Truskolaski, nowo wybrany na urząd prezydenta tego miasta, powierzył mu urząd swojego zastępcy. Tadeusz Arłukowicz przystąpił do Platformy Obywatelskiej, w latach 2009–2013 stał na czele jej struktur białostockich.
W 2009 był kandydatem PO do Parlamentu Europejskiego. Rok później został wybrany do sejmiku podlaskiego, po kilku miesiącach zrezygnował z funkcji radnego z uwagi na zakaz jej łączenia z zajmowanym stanowiskiem wiceprezydenta miasta. W wyborach parlamentarnych w 2011 wystartował do Senatu z ramienia Platformy Obywatelskiej w okręgu nr 60 w Białymstoku. Otrzymał 84 049 głosów (41,73% głosów w okręgu), uzyskując mandat senatora. W 2015 nie ubiegał się o reelekcję. Później odszedł z PO, a w 2018 związał się z ruchem Kukiz’15, z którego poparciem (jak i małych prawicowych partii) wystartował na prezydenta Białegostoku z ramienia komitetu Białystok na Tak, zajmując 3. miejsce wśród 5 kandydatów z wynikiem 7,93% głosów; nie uzyskał też mandatu w radzie miasta.
W 2017 otrzymał Krzyż Wolności i Solidarności.